# Steffen Jensen
Pour les articles homonymes, voir Jensen.
Steffen Jensen, né le 5 décembre 1989 à Odder, est un rameur danois.

## Biographie

### Palmarès

#### Championnats du monde d'aviron
- 2010 à Karapiro,  Nouvelle-Zélande
  -  Médaille de bronze en quatre de couple poids légers
- 2011 à Bled,  Slovénie
  -  Médaille de bronze en quatre de couple poids légers

#### Championnats d'Europe d'aviron
- 2010 à Montemor-o-Velho,  Portugal
  -  Médaille d'argent en quatre de couple poids légers